# TV Aldekerk
Der TV Aldekerk (ATV) ist ein Sportverein aus dem nordrhein-westfälischen Kerken. Er wurde 1907 als Turnverein 07 Aldekerk gegründet, die Umbenennung in Turnverein Aldekerk 1907 erfolgte 1976. Der Verein bietet die Sportarten Badminton, Boule, Gymnastik, Handball, Laufen, Nordic Walking, Pilates, Radsport, Triathlon, Turnen, Volleyball, und Wassergymnastik sowie orientalischen Tanz an.

## Handball
Überregional bekannt ist der TV Aldekerk durch seine Handballabteilung.

### Frauen
2016 stieg die Frauenmannschaft in die 3. Liga auf; nach der außerordentlichen Aufstiegsrunde der Saison 2020/2021 in die 2. Bundesliga. Nach nur einer Saison trat die Damenmannschaft den Gang in die Drittklassigkeit an.
Die A-Jugend spielt seit mehreren Spielzeiten in der A-Juniorinnen Bundesliga. 2022 konnte man Bronze gewinnen.
Zu den bekannten Spielerinnen zählen Dana Bleckmann, Annika Ingenpaß und Alina Grijseels.

### Männer
Die Männermannschaft spielte mehrere Jahre in der Regionalliga und stieg, als bisher größter Erfolg, 1990 in die 2. Bundesliga auf, aus der der ATV aber am Ende der Saison 1990/91 als Tabellenletzter sofort wieder abstieg. 2010 gelang die Qualifikation für die neu geschaffene 3. Liga, aber auch hier stieg der ATV nach nur einer Saison wieder ab. Im Jahr 2022 gewann man die Regionalliga-Meisterschaft und stieg wieder in die 3. Liga auf.
Zu den bekannten Spielern gehören Florian von Gruchalla, Julius Kühn, Mike Schulz, Henk Groener und Luca Witzke.

## Basketball
1999 wurde eine Basketballabteilung gegründet. Hierbei spielten nur Mädchen- und Damenmannschaften auf Kreisebene, die leider keine größeren Erfolge erzielen konnten. Nach dem Wegzug des Abteilungsgründers gelang es nicht, die Abteilung zu halten, die dann 2006 aufgelöst wurde.